# Laccornis etnieri
Laccornis etnieri är en skalbaggsart som beskrevs av Wolfe och Spangler 1985. Laccornis etnieri ingår i släktet Laccornis och familjen dykare. Inga underarter finns listade i Catalogue of Life.